# Rasawka
Rasawka (ukr. Расавка) – wieś na Ukrainie, w obwodzie kijowskim, w rejonie obuchowskim, w hromadzie Kaharłyk. W 2001 liczyła 190 mieszkańców, spośród których 185 wskazało jako ojczysty język ukraiński, 4 rosyjski, a 1 mołdawski.